# Haydar Sükan
Haydar Sükan (* 22. Februarl 1912 in Edirne; † 16. Mai 1995 in Istanbul) war ein türkischer General des Heeres (Türk Kara Kuvvetleri), der zwischen 1966 und 1968 Kommandeur der Gendarmerie (Jandarma Genel Komutanı) sowie von 1968 und 1969 Kommandeur der 1. Armee (Birinci Ordu) war.

## Leben
Sükan begann nach dem Besuch der renommierten Kadettenanstalt Işıklar Askeri Lisesi in Bursa 1928 eine Offiziersausbildung an der Heeresschule (Kara Harp Okulu) und fand im Anschluss Verwendung als Offizier und Stabsoffizier in verschiedenen Heereseinheiten. Als Generalmajor (Tümgeneral) war er Militärischer Vertreter bei der Zentralen Paktorganisation CENTO (Central Treaty Organization) und danach als Generalleutnant (Korgeneral) Kommandierender General des V. Korps (V. Kolordu).
Am 12. Juli 1966 wurde Sükan zum General (Orgeneral) befördert und als Nachfolger von General Fikret Esen zum Kommandeur der Gendarmerie (Jandarma Genel Komutanı) ernannt. Diesen Posten bekleidete er bis zum 22. August 1968 und wurde dann durch General Kemal Atalay abgelöst. Er selbst wurde daraufhin am 22. August 1968 Nachfolger von General Memduh Tağmaç als Kommandeur der in der Istanbuler Selimiye-Kaserne stationierten 1. Armee (Birinci Ordu). Diese Funktion übte er bis zum 29. August 1969 aus und wurde daraufhin abermals von General Kemal Atalay abgelöst. Zuletzt war er vom 29. August 1969 bis zu seiner Versetzung in den Ruhestand am 30. August 1971 Leiter der Nachrichtendienst-Abteilung im Generalstab der Türkei.
Haydar Sükan starb 1995 in Istanbul und wurde auf dem dortigen Aşiyan-Friedhof beigesetzt.

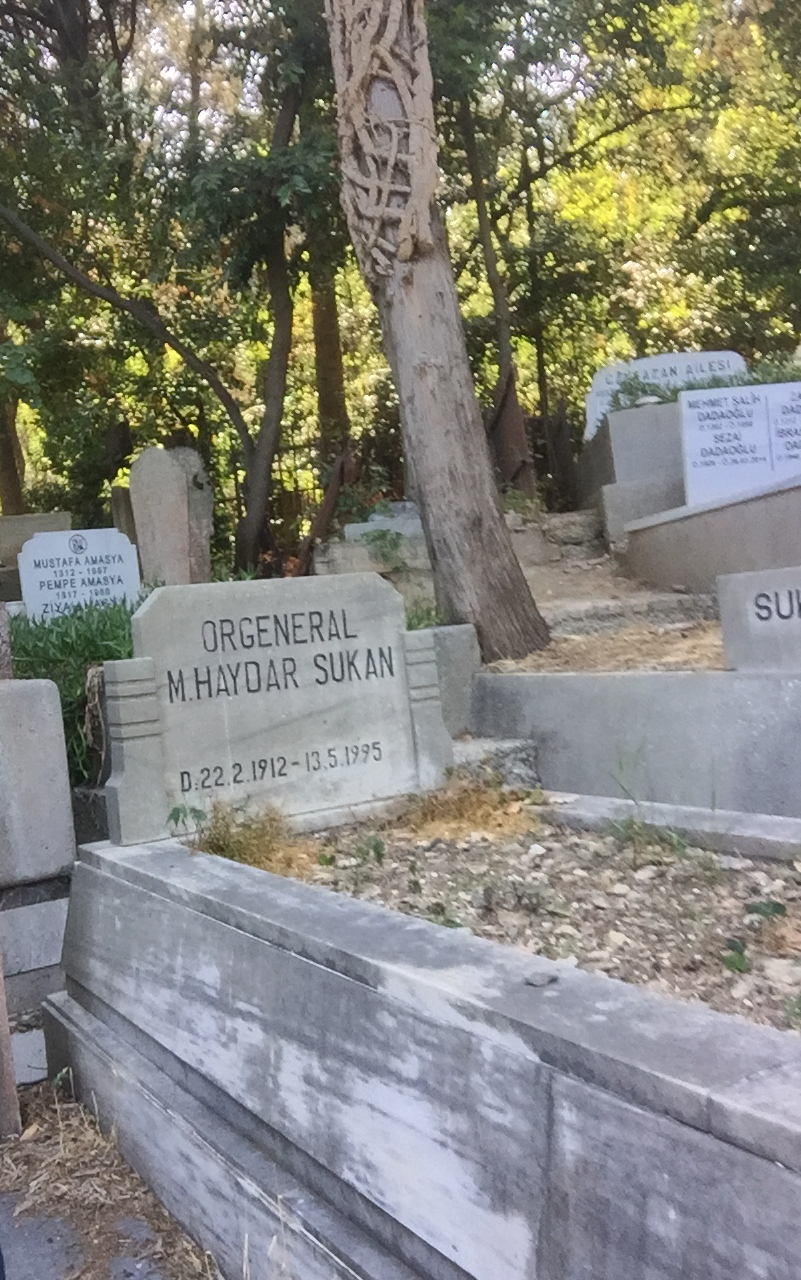
Grab von Haydar Sükan auf dem Aşiyan-Friedhof in Istanbul